# Nothovoria praestans
Nothovoria praestans är en tvåvingeart som beskrevs av Cortes 1991. Nothovoria praestans ingår i släktet Nothovoria och familjen parasitflugor. Inga underarter finns listade i Catalogue of Life.